# Dubusia
Genre
Dubusia est un genre d'oiseaux Passeriformes sud-américains de la famille des Thraupidae.

## Liste des espèces
Selon la classification de référence du Congrès ornithologique international (1 janvier 2024), il comporte quatre espèces :
- Dubusia taeniata (Boissonneau, 1840) – Tangara à poitrine fauve
- Dubusia carrikeri Wetmore, 1946 – Tangara de Carriker
- Dubusia strictocephala Berlepsch & Stolzmann, 1894 – Tangara à calotte rayée
- Dubusia castaneoventris (P.L.Sclater, 1851) – Tangara à ventre marron

## Classification
Le nom valide complet (avec auteur) de ce taxon est Dubusia Bonaparte, 1850.
Dubusia a pour synonyme :
- Delothraupis P.L.Sclater, 1886